# Ceradocus semiserratus
Ceradocus semiserratus är en kräftdjursart som först beskrevs av Charles Spence Bate 1862.  Ceradocus semiserratus ingår i släktet Ceradocus och familjen Melitidae. Inga underarter finns listade i Catalogue of Life.